# Sainte-Thérèse-de-Gaspé
Sainte-Thérèse-de-Gaspé est une municipalité du Québec (au Canada), située dans la MRC du Rocher-Percé en  Gaspésie–Îles-de-la-Madeleine.

## Toponymie
Elle est nommée en l'honneur de Thérèse de Lisieux.

## Histoire
En 1927 a lieu l'érection canonique de la paroisse Sainte-Thérèse-de-l'Enfant-Jésus, détachée de Grande-Rivière.
Le 6 septembre 1930 est constituée la municipalité de Sainte-Thérèse-de-Gaspé.

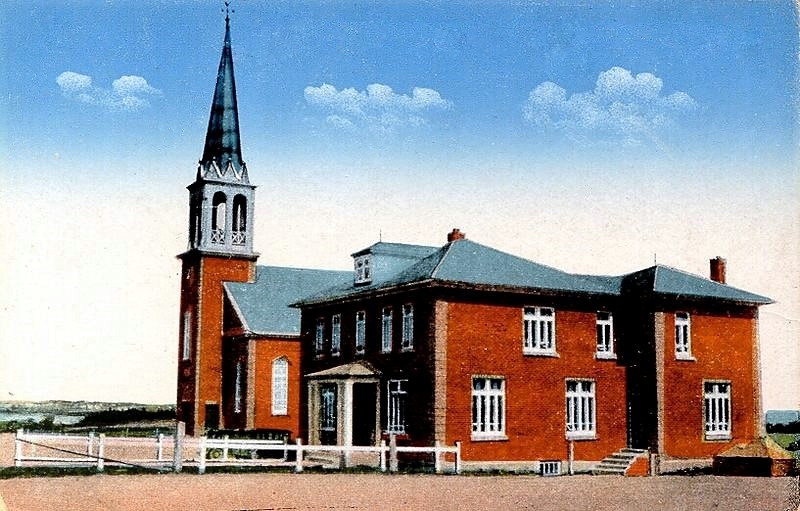
Église et presbytère
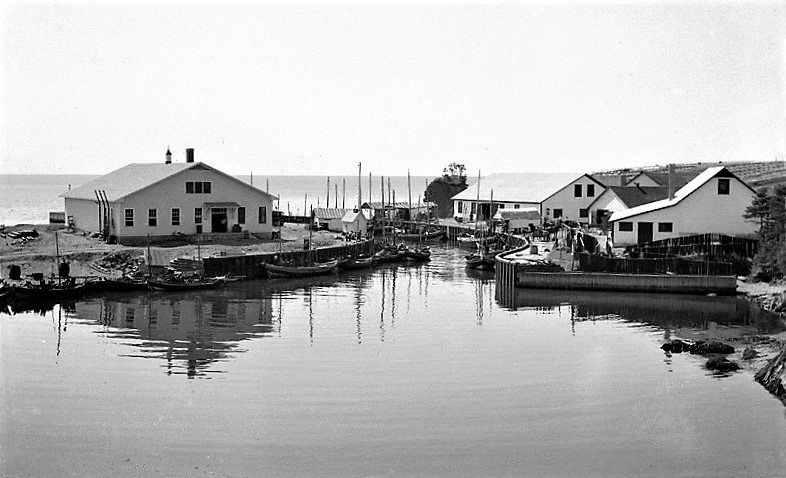
Havre de pêche

## Géographie
Sainte-Thérèse-de-Gaspé est située sur la rive nord de la baie des Chaleurs.
Elle est bordée au sud-ouest par Grande-Rivière et au nord-est par Percé.
Son territoire de 34,36 kilomètres carrés comprend une partie du canton de Grande-Rivière et une partie du canton de Percé. C'est la plus petite municipalité de la MRC du Rocher-Percé.
Elle comprend les localités suivantes :
- Brèche-à-Manon
- Duguesclin
- Petite-Rivière-Est
- Le Plain
- Saint-Isidore-de-Gaspé (ou Saint-Isidore-de-Percé)

Le havre de pêche est situé à l'embouchure de la Petite-Rivière-Est à l'est du territoire. S'y trouvent deux usines de traitement du poisson : 
- Lelièvre Lelièvre et Lemoignan Ltée (Gaspé Cured)
- E. Gagnon et Fils Ltée (Groupe Export agroalimentaire Québec–Canada)

## Démographie
À l'instar des autres municipalités de la MRC du Rocher-Percé, la population de Sainte-Thérèse-de-Gaspé est vieillissante et en diminution. En 2016, l'âge médian était de 53,6 ans alors qu'il était de 42,5 ans au Québec et de 25,1 ans au Nunavut.
| 1931  | 1941  | 1951  | 1956  | 1961  | 1966  | 1971  | 1976  | 1981  |
| ----- | ----- | ----- | ----- | ----- | ----- | ----- | ----- | ----- |
| 1 045 | 1 137 | 1 276 | 1 433 | 1 394 | 1 415 | 1 356 | 1 243 | 1 235 |

| 1986  | 1991  | 1996  | 2001  | 2006  | 2011  | 2016  | 2021 | - |
| ----- | ----- | ----- | ----- | ----- | ----- | ----- | ---- | - |
| 1 273 | 1 280 | 1 262 | 1 165 | 1 109 | 1 055 | 1 015 | 979  | - |

## Administration
Les élections municipales se font en bloc et suivant un découpage de six districts.
| Sainte-Thérèse-de-Gaspé Maires depuis 2001                                                                           |                 |         |          |
| Élection | Maire           | Qualité | Résultat |
| 2005 | Léo Lelièvre    |         | Voir     |
| 2009 | Léo Lelièvre    | Voir    |          |
| 2013 | Léo Lelièvre    | Voir    |          |
| 2017 | Roberto Blondin |         | Voir     |
| 2021 | Roberto Blondin | Voir    |          |
| Élection partielle en italique Depuis 2005, les élections sont simultanées dans toutes les municipalités québécoises |                 |         |          |

## Sports et loisirs
Situé au long de la route centrale (qui mène directement à Val-d'Espoir), il y a un complexe sportif, on y trouve une patinoire extérieure, une piste cyclable, un terrain de balle-molle, un court de tennis, un mini-golf, un terrain de jeux et aussi un camping.

## Attraits
- Économusée du salage et séchage de poisson, chez Lelièvre, Lelièvre et Lemoignan
- Pêche sur le quai
- Microbrasserie Brett et Sauvage dans le secteur de Saint-Isidore

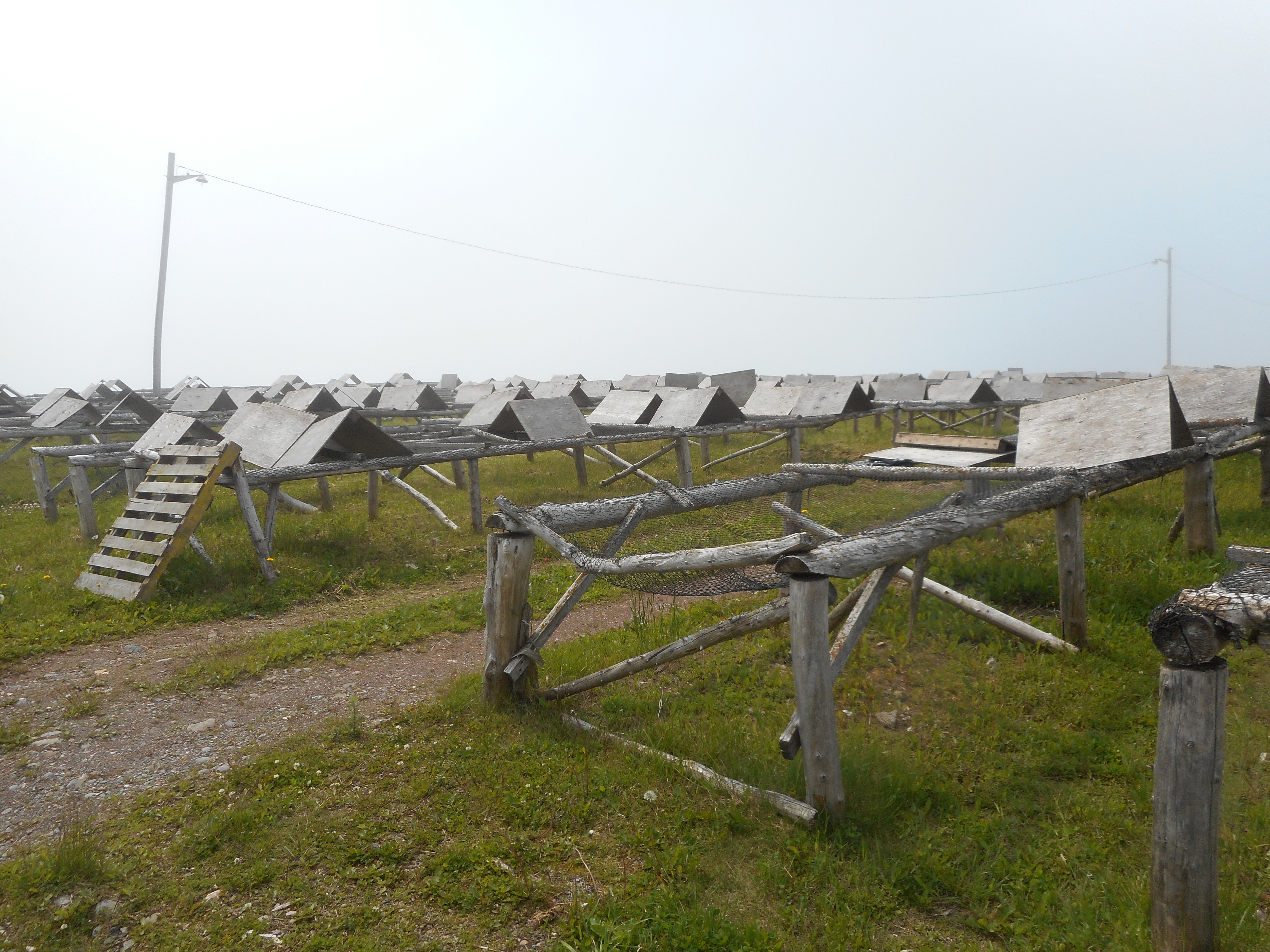
Vigneaux
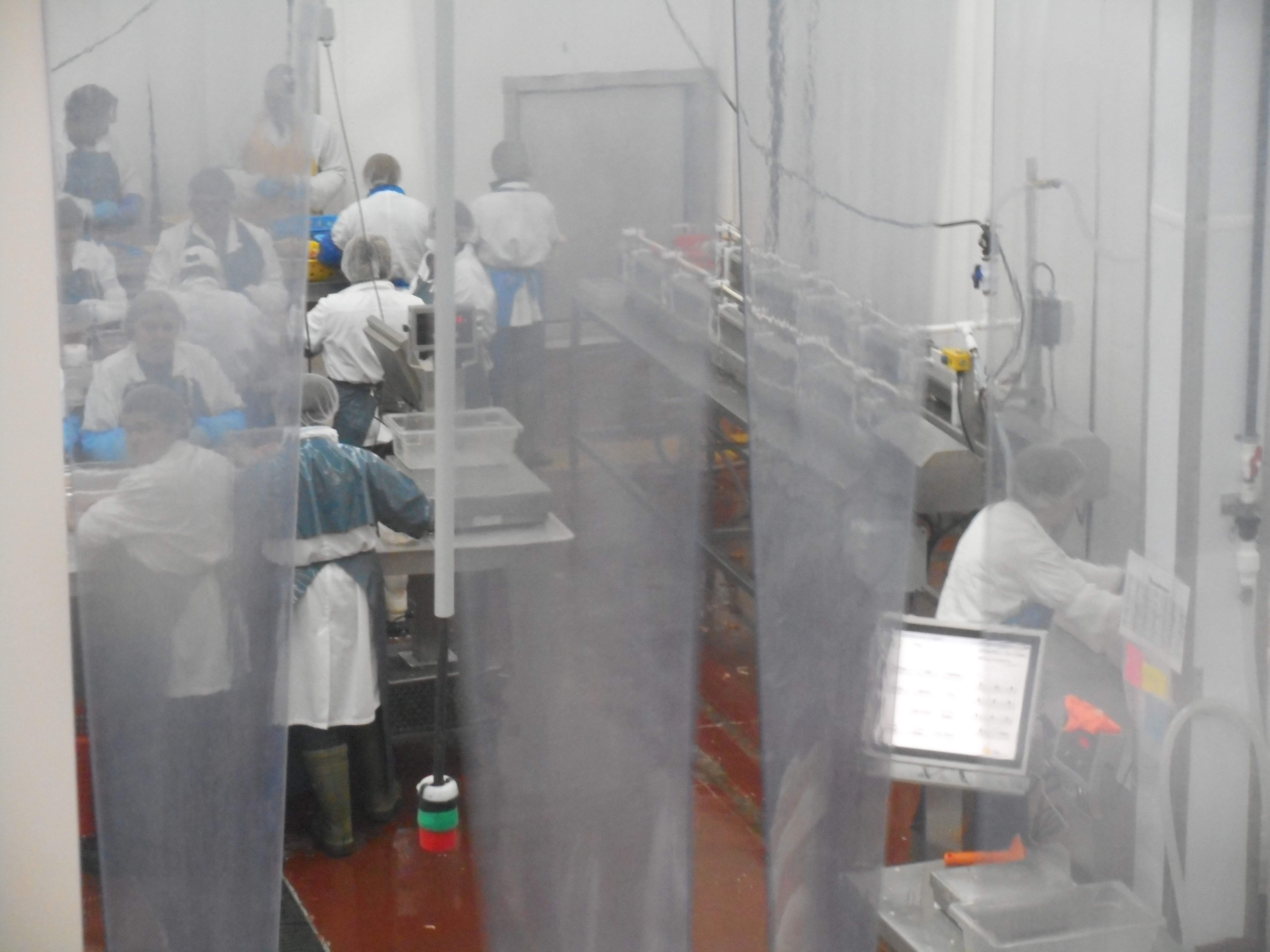
Travailleurs dans l'usine